# 岳跃生
岳跃生（1958年4月—），男，汉族，云南石屏人，中华人民共和国政治人物，第十一届、第十二届全国人大云南地区代表。

## 生平
历任云南省红河哈尼族彝族自治州民委秘书，开远市小龙潭区公所副区长、区长，开远市人民政府常务副市长，云南省经济贸易委员会生产调度处副处长、处长、主任助理、副主任，中共曲靖市委副书记、市人民政府副市长、代市长等职。2007年至2012年担任市长。2012年至2016年，担任云南省工业和信息化委员会主任。2016年至2021年，担任云南省第十二届人大财政经济委员会副主任委员。
2023年7月，岳跃生因为涉嫌严重违纪违法，接受云南省纪委监委纪律审查和监察调查。